# Эребуни (район Еревана)

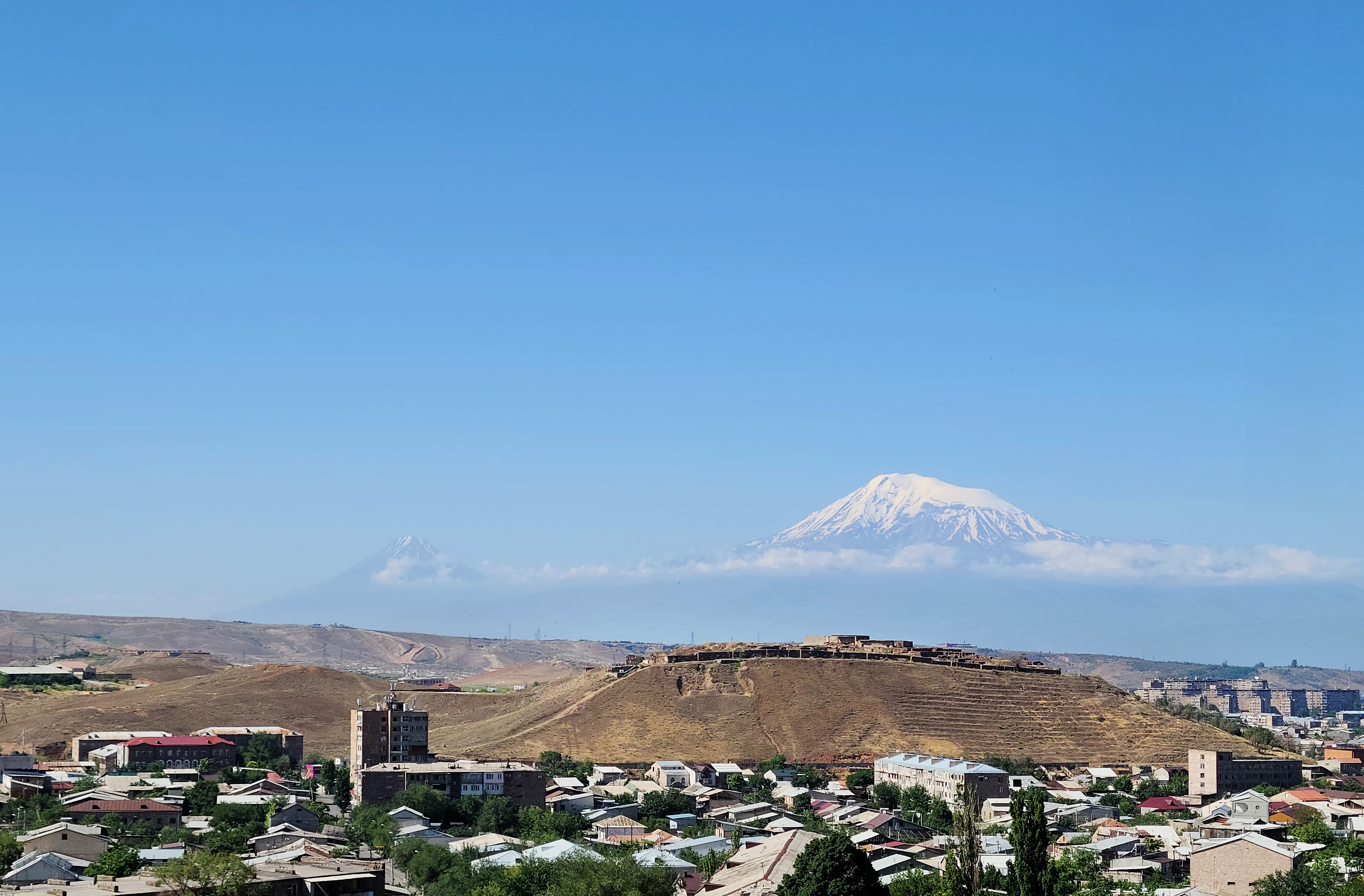
Вид на крепость Эребуни и Арарат

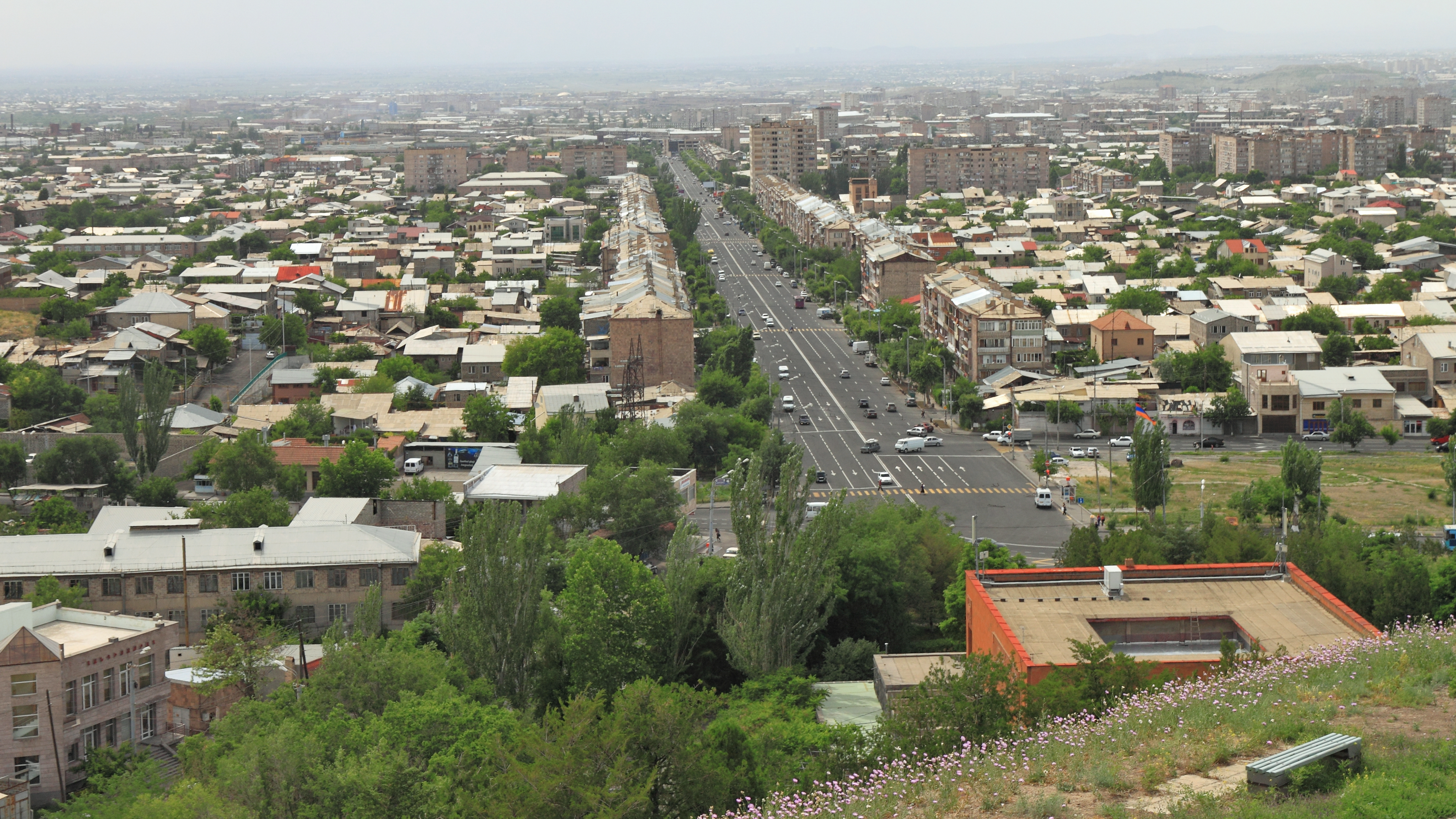
Вид с крепости; на переднем плане — музей Эребуни

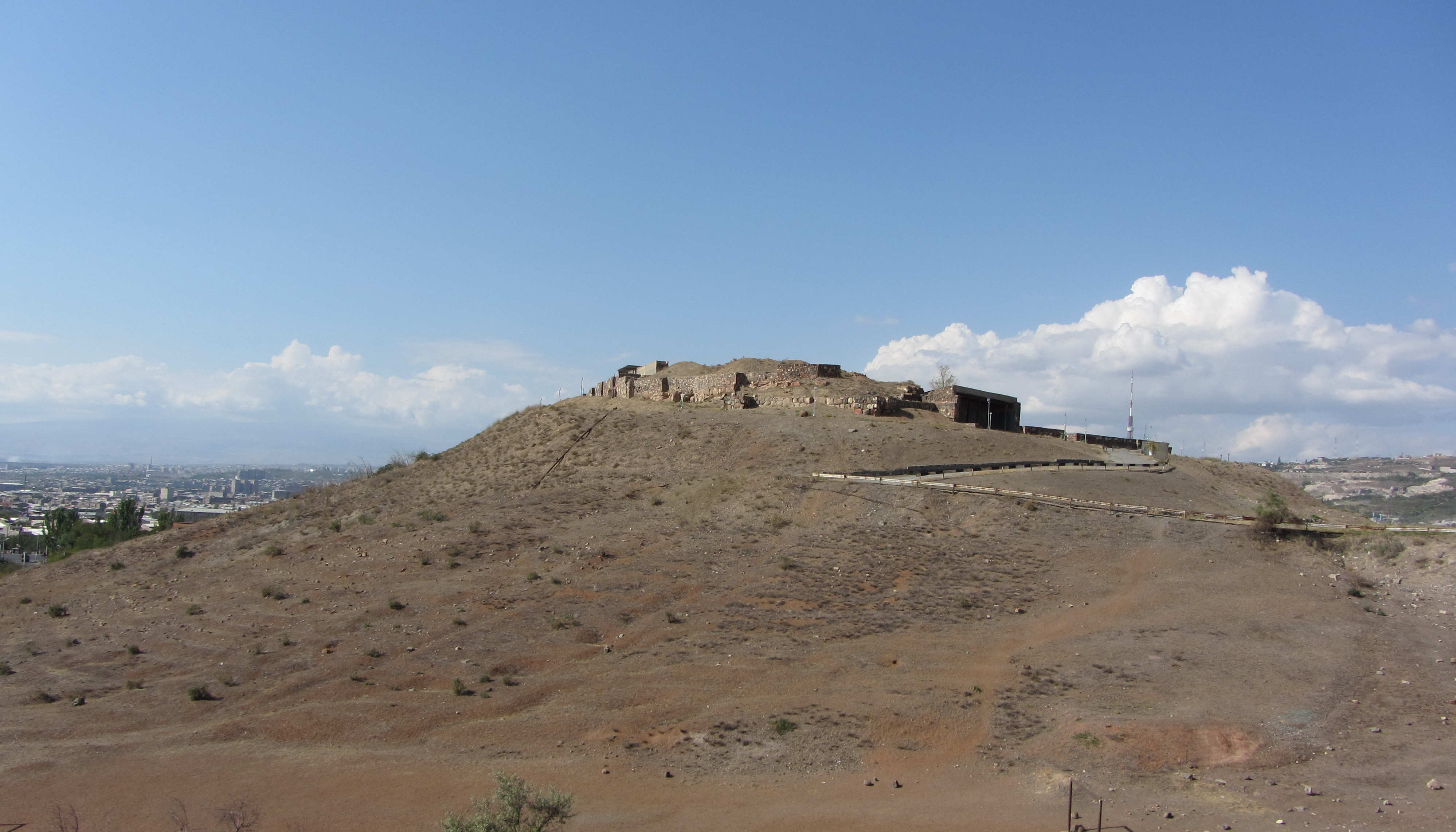
Крепость Эребуни

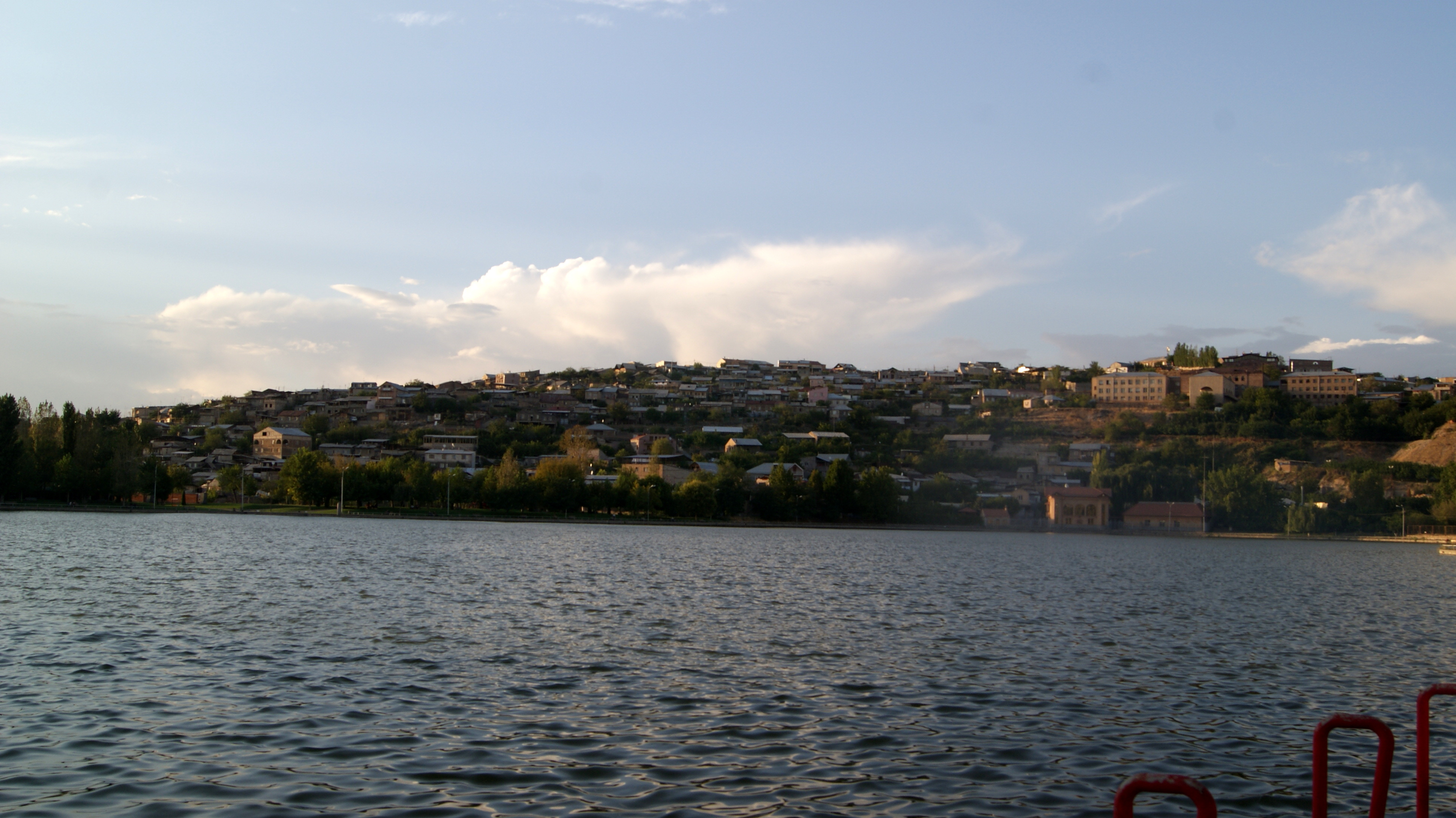
Вид с озера Вардавар на микрорайон Сари-Тах

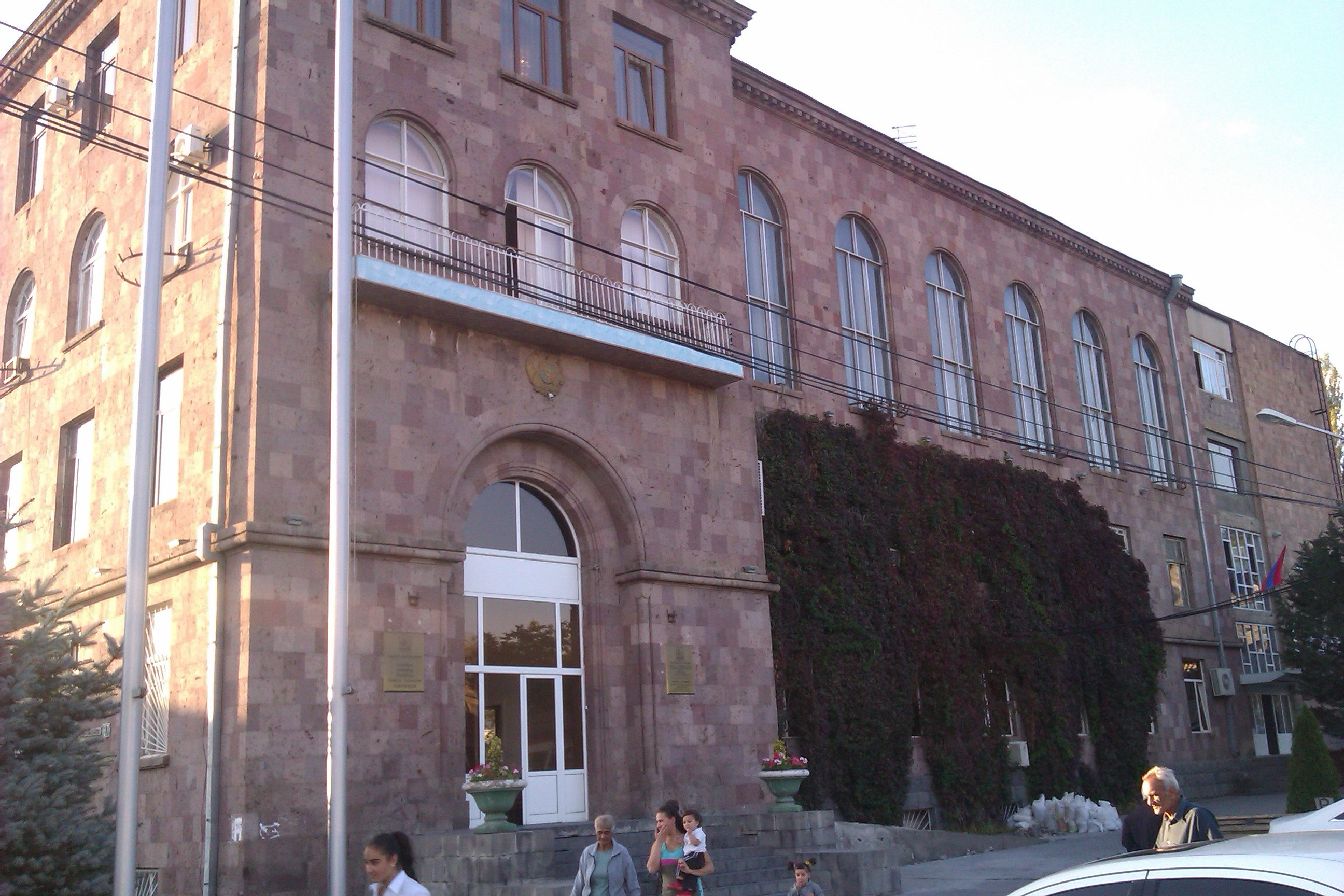
Здание управы района

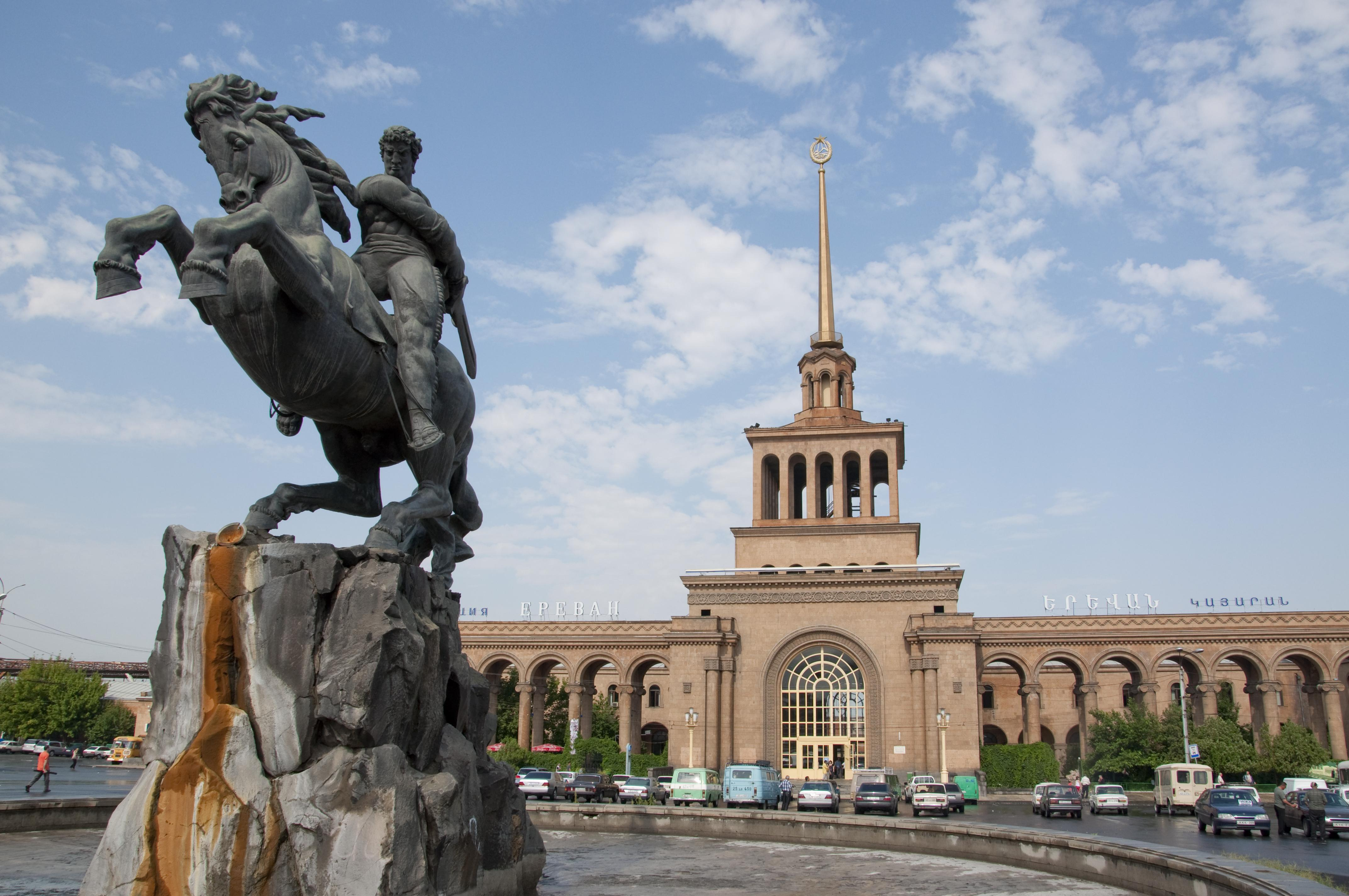
Давид Сасунский на фоне вокзала

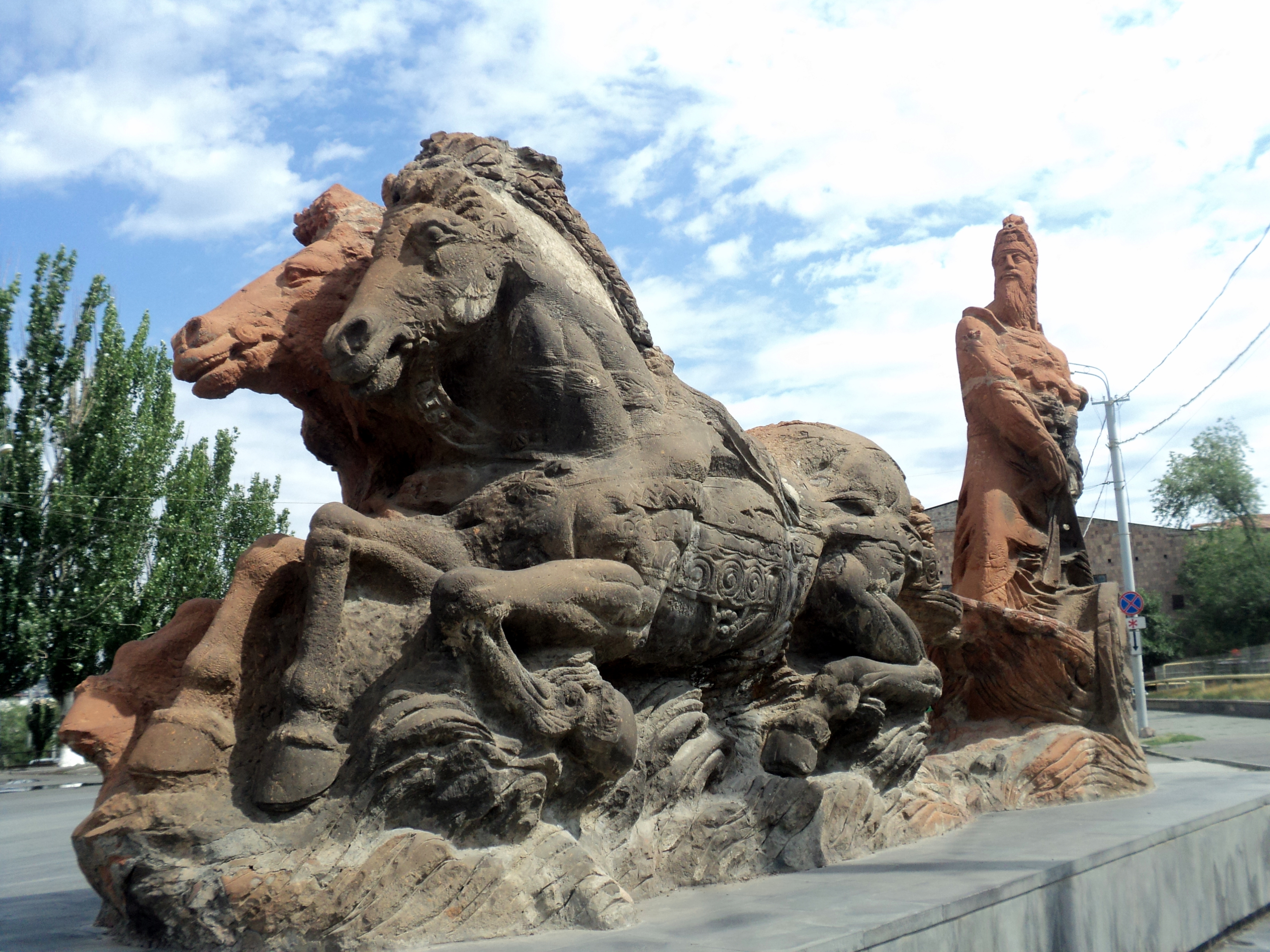
Статуя Аргишти I

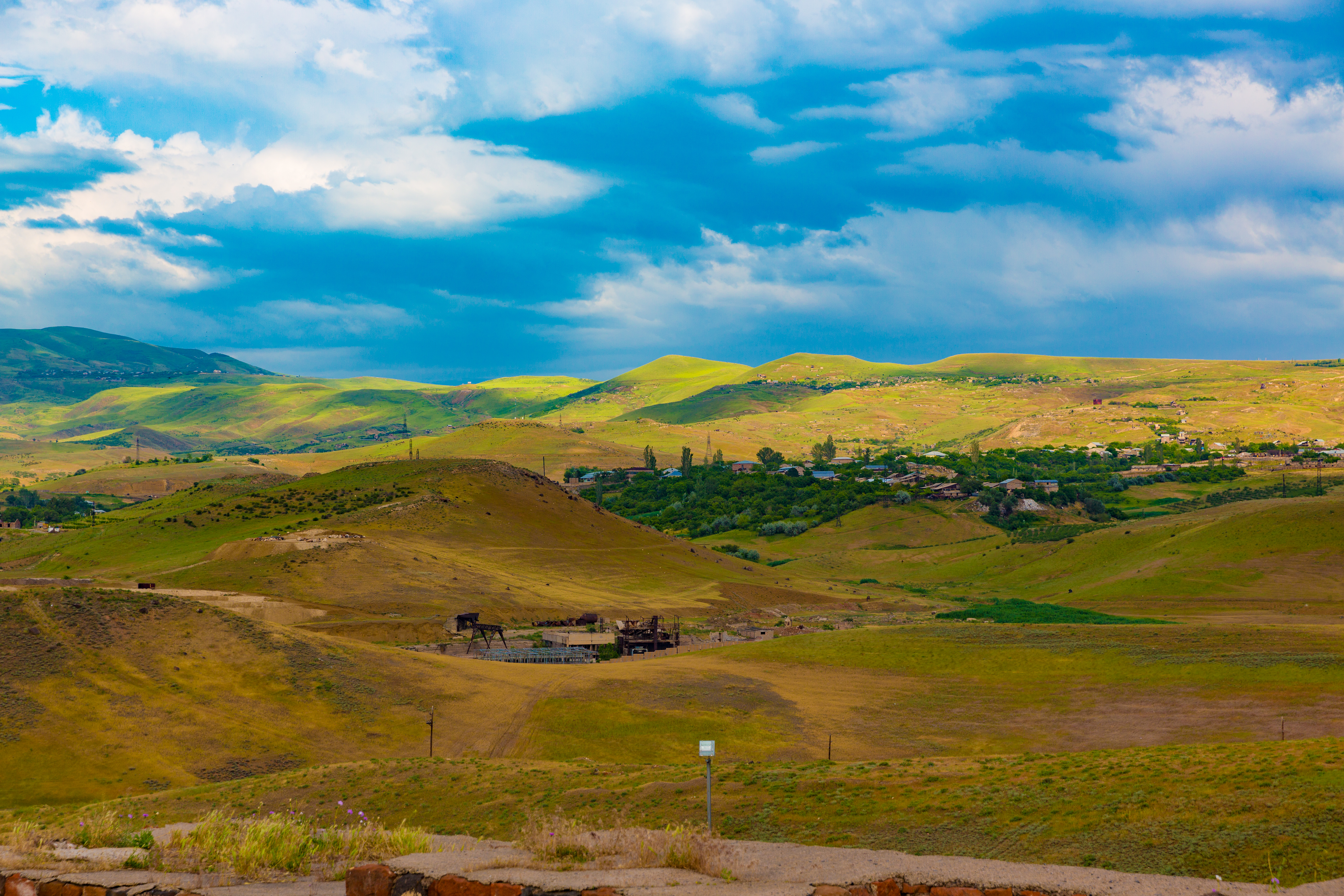
Микрорайоны Верин-Джрашен и Мушаван — бывшие сёла

Эребу́ни (арм. Էրեբունի; до 1957 г. — Молотовский, до 1991 г. — Ленинский) — район Еревана, расположенный к юго-востоку от центра города. На территории района находятся руины древнего города Эребуни, от которого произошло название всего Еревана. 

## Описание
Эребуни занимает площадь в 48 км² (21,52 % площади Еревана, крупнейший по площади район), из которых 29 км² застроены. Эребуни неофициально разделён на микрорайоны: жилой массив Эребуни, Нор-Ареш, Сари-Тах, Вардашен, Мушаван, Верин Джрашен и Нор-Бутания. Площадь Давида Сасунского вместе с одноимённой станцией метро и ж/д вокзалом составляют ядро района, хоть и расположены на его границе. Главные улицы района - улица Эребуни, улица Давида Сасунского, улица Борцов за Свободу, улица Ивана Айвазовского, улица Ростова-на-Дону, улица Давида Бека, улица Арина Берда, проспект Арцаха (бывший Бакинский проспект), а также южная половина улицы Мовсеса Хоренаци. Эребуни - промышленно развитый район Еревана со множеством крупных заводов. Однако в этом районе в основном проживают малообеспеченные ереванцы. В последнее время многие заброшенные парки были пополнены, чтобы стать излюбленным местом жителей города, например, Лионский парк и его искусственное озеро Вардавар, парк Борцов за Свободу и т.д. Центральное кладбище Тохмах, а также военное кладбище также находятся в районе Эребуни. В Эребуни также находится центральная тюрьма Еревана, известная как Уголовно-исполнительное учреждение Эребуни.
Район граничит:
- на юге — с районом Нубарашен;
- на западе — с районом Шенгавит;
- на севере — с районами Кентрон, Нор-Норк и Норк-Мараш;
- на востоке — с Котайкской областью.

## Население
По данным переписи 2011 года, население района составляло 123 092 человека (11,61 % населения города Еревана). Согласно официальной оценке 2016 года, население района составляет около 126 300 человек (занимает четвёртое место среди районов Еревана).
До 1988 года в Эребуни насчитывалось около 3000 азербайджанцев. Однако подавляющее большинство членов азербайджанской общины мигрировали в Азербайджан в результате обмена населением во время карабахского конфликта.
Как и во всей Армении (кроме отдельных сел) абсолютное большинство населения составляют приверженцы Армянской Апостольской церкви. С 2004 года ведётся строительство церкви Св. Месропа Маштоца.

## Транспорт
Эребуни обслуживается несколькими маршрутами наземного общественного транспорта, а именно автобусами и троллейбусом маршрута № 2.
Граница районов Эребуни и Шенгавит проходит по железной дороге. На ней расположена станция «Ереван» Армянской железной дороги — узловая станция с вокзалом, по которой осуществляется движение как внутренних, так и международных поездов: есть сообщение с Грузией.
Станция ереванского метрополитена «Сасунци Давид» расположена на границе районов Эребуни и Шенгавит, обеспечивая пересадку на вокзал. Один из её выходов расположен на территории Эребуни.

## Образование
По состоянию на 2016—2017 годы в округе действуют несколько общеобразовательных школ, 3 частные школы, 2 профессионально-технических училища и школа-отстойник для детей-инвалидов. Также есть школа искусств имени Михаила Малунцяна и музыкальная школа имени Тиграна Чухаджяна.
Список школ (возможно, неполный):
- Школа № 6 имени Акопа Карапенца
- Школа № 17 имени Врежа Амбарцумяна
- Школа № 18
- Школа № 34 имени Степана Лисицяна
- Школа № 35 имени Николая Гоголя
- Школа № 43 имени Григора Зограба
- Школа № 60 имени Ваана Теряна
- Школа № 119 имени Бениамина Жамкочяна
- Школа № 120
- Школа № 160
- Школа № 178
- Школа № 194 имени Армена Оганесяна

Высшее образование представлено Армянским медицинским институтом. Это первый негосударственный вуз на территории СНГ — он открылся в 1990 году.

## Спорт
Футбольный клуб «Эребуни» представляет район с 1992 года. В настоящее время он играет в Первой лиге Армении. Домашний стадион команды вмещает 544 места.
В районе расположена Федерация боевого тхэквондо Армении.
Искусственное озеро Вардавар, расположенное в районе, часто используется любителями виндсёрфинга.
В 2015 году открылась Шахматная спортивная школа Детского и юношеского спорта Эребуни.

## Культура
В Эребуни много библиотек, в том числе Библиотека № 3 имени Окро Окрояна (основана в 1937), Библиотека № 10 (1951), Библиотека № 10 (1956), Библиотека № 11 (1960) и Музыкальная библиотека (1966). В Эребуни также работает Центр детского и юношеского творчества № 3.
В районе находятся 2 музея: открытый в 1968 году Музей Эребуни, расположенный возле заброшенной крепости, и музей Армянской железной дороги, открытый в 2009 году возле вокзала.
Поскольку район создан на территории древнего города, в нём находятся многие памятники культурного наследия, важнейший из которых — крепость Эребуни 782 года до н. э., возведенная в период древнего государства Урарту. Примечательный объект — древнее урартское водохранилище, известное как озеро Вардавар в парке Лиона, относится к 8 веку до нашей эры. Парк также является домом для первого в истории Еревана памятника памяти жертв геноцида армян. Возле железнодорожного вокзала на площади Давида Сасунского установлен памятник этому национальному герою Армении, возведённый в 1959 году. Также имеется статуя Аргишти I возле Музея Эребуни, возведённая в 2002 году.
Государственный заповедник Эребуни, образованный в 1981 году, расположен примерно в 8 км к юго-востоку от центра Еревана. На высоте от 1300 до 1450 метров над уровнем моря заповедник занимает площадь в 120 га, а его местность носит характер полупустынной степи.

## История

### Древность
Археологические данные указывают на то, что урартская военная крепость Эребуни была основана в 782 г. до н.э. по приказу царя Аргишти I на холме Арин-Берд в современном районе Эребуни, чтобы служить крепостью и охранять цитадель против нападений с Северного Кавказа.
В период расцвета урартского могущества в Эребуни и прилегающих к нему территориях были построены оросительные каналы и искусственные водоемы. В 585 г. до н.э. крепость Тейшебаини (Кармир Блур), расположенная примерно в 45 км к северу от Еревана, была разрушена союзом мидян и скифов.

### Новейшая история
После советизации Армении территория Еревана постепенно расширялась и в какой-то момент включила древние территорию холма Арин-Берд, в результате раскопок которого была обнаружена крепость Эребуни.
Первыми поселенцами из 60 семей этого района были люди, пережившие геноцид армян, которые бежали из области Бутания (Вифиния) в Османской империи. В 1925 году они основали окрестности Нор Бутания. Район Нор-Ареш был назван в честь древнего армянского города, известного как «Ареш». Первые жители Нор-Ареш прибыли из Нухи.
20 июля 1939 года на основании решения, принятого Верховным Советом Армянской ССР, в Ереване был образован новый район, названный Молотовским в честь коммунистического политика Вячеслава Молотова, соучастника Красного террора. 25 сентября 1957 года район был переименован в Ленинский в честь Владимира Ленина.
В результате процесса репатриации армян микрорайоны Нор-Ареш и Вардашен были заселены мигрантами из Сирии, Ливана, Греции, Франции, Болгарии и Египта в 1950-е и 1960-е годы.
Мушаван и Верин Джрашен, сёла за восточной окраиной Еревана, были поглощены городом в 1965 году и вошли в состав Ленинского района.
8 августа 1991 года на основании решения принятого Национальным собранием Армении, Ленинский район был деленинизирован и переименован в Эребуни. В 1997 году в состав района вошли фрагменты упразднённого Орджоникидзевского района Еревана.

## Экономика

### Промышленность
Эребуни имеет большую промышленную зону на юге района. Многие крупные промышленные предприятия работают еще с советских времен. Завод строительных материалов «Гаджегортс» - одно из первых предприятий района, открытое в советское время. Работает с 1930 года. Ереванский мясокомбинат (ныне Урарту) был открыт в 1932 году. За ним последовал Ереванский лакокрасочный завод в 1948 году. В 1955 году открылся Комбикормовый завод. В 1965 году был открыт Завод Металлоконструкций, а в 1969 году - Завод Чистого железа. В 1990 году открылся Кооператив химической продукции «Арменуи-90».
После обретения независимости в Эребуни было основано много новых заводов, таких как компания Global Engineering по металлоконструкциям в 1992 году, мясоперерабатывающий завод Бари Самараци в 1994 году, завод по литью металла Никол Думан в 1996 году, Mancho Group по производству пищевых продуктов в 1999 году, Mix-Paints для строительных материалов в 1999 году, Ереванский завод бытовой химии Паксан в 2000 году, предприятие по производству полимерных контейнеров Нарпласт в 2002 году, Армянский завод по производству молибдена в 2003 году, Камнеобрабатывающий завод Ньюлита в 2003 году, Армянское производство титана в 2007 году, Армянская компания по добыче травертина в 2007 г., Астафский винно-коньячный завод в 2008 г. и Chipsella по продуктам питания в 2002 г.

### Услуги
В районе много крупных торговых центров, таких как торговый центр Эребуни и торговый центр Евробаза. Медицинский центр Эребуни, открытый в 1983 году, входит в число крупнейших больниц Еревана. Центральный военный госпиталь также находится в районе Эребуни.
В 2000 году в районе открыли свиноводческую ферму.

## Международные отношения
В 2015 году администрации района Эребуни и французской коммуны Вьен заключили официальный договор о кооперации, что фактически сделало эти административные единицы побратимами.

## Историко-архитектурные объекты
Список объектов, находящихся под охраной государства 
| Название                                                         | Оригинальное название                                   | Изображение | Дата постройки            | Адрес                                                    | Примечания                          |
| ---------------------------------------------------------------- | ------------------------------------------------------- | ----------- | ------------------------- | -------------------------------------------------------- | ----------------------------------- |
| Стоянка первобытного человека «Мушаван 1»                        | арм. ԲԱՑՕԹՅԱ ԿԱՅԱՆ «ՄՈՒՇԱՎԱՆ-1»                         |             | каменный век              | 2 км от квартала Мушаван                                 |                                     |
| Стоянка первобытного человека «Мушаван 2»                        | арм. ԲԱՑՕԹՅԱ ԿԱՅԱՆ «ՄՈՒՇԱՎԱՆ-2»                         |             | каменный век              | 300 метров от квартала Мушаван                           |                                     |
| Городище                                                         | арм. ԲՆԱԿԱՏԵՂԻ                                          |             | III-I тысячелетия до н.э. | ул. Арцахская                                            | в начале улицы, на вершине холма    |
| Городище Джрашен                                                 | арм. ԲՆԱԿԱՏԵՂԻ ՋՐԱՇԵՆ                                   |             | III-I тысячелетия до н.э. | на краю квартала Джрашен                                 | находится на холме конической формы |
| Хачкар 1                                                         | арм. ԽԱՉՔԱՐ                                             |             | XII век                   | ул.Арцахская, 8А                                         | Во дворе жилого дома                |
| Хачкар 2                                                         | арм. ԽԱՉՔԱՐ                                             |             | XVI век                   | центральное кладбище Эребуни                             |                                     |
| Хачкар 3                                                         | арм. ԽԱՉՔԱՐ                                             |             | XVI век                   | центральное кладбище Эребуни                             |                                     |
| Хачкар 4                                                         | арм. ԽԱՉՔԱՐ                                             |             | XVI век                   | центральное кладбище Эребуни                             |                                     |
| Канал                                                            | арм. ՋՐԱՆՑՔ                                             |             | VIII век до н.э.          | на левом берегу реки Раздан                              |                                     |
| Крепость Эребуни                                                 | арм. ԷՐԵԲՈՒՆԻ                                           |             | VIII век до н.э.          | холм Арин-Берд. Пересечение карталов Вардашен и Нор-Ареш |                                     |
| Клинописная плита с текстом об основании города Эребуни (Ереван) | арм. արձանագրություն Էրեբունի (Երևան) քաղաքի հիմնադրման |             | 782 год до н.э.           |                                                          |                                     |
| Большой царский дворец                                           | арм. պալատ Մեծ                                          |             | VIII-VII век до н.э.      |                                                          |                                     |
| Малый царский дворец                                             | арм. պալատ Փոքր                                         |             | VIII век до н.э.          |                                                          |                                     |
| Храм бога Халди                                                  | арм. տաճար` Խալդ աստծո                                  |             | VIII век до н.э.          |                                                          |                                     |
| Храм огня                                                        | арм. տաճար` Հրո                                         |             | V-IV века до н.э.         |                                                          |                                     |
| Храм бога Суси                                                   | арм. տաճար` Սուսի                                       |             | VIII век до н.э.          |                                                          |                                     |
| Жилой квартал                                                    | арм. բնակելի թաղամաս                                    |             | VIII-IV века до н.э.      |                                                          |                                     |